# Верона (Пенсільванія)
Верона (англ. Verona) — місто (англ. borough) в США, в окрузі Аллегені штату Пенсільванія. Населення — 2492 особи (2020).

## Географія
Верона розташована за координатами 40°30′20″ пн. ш. 79°50′31″ зх. д. / 40.50556° пн. ш. 79.84194° зх. д. (40.505672, -79.841947).  За даними Бюро перепису населення США в 2010 році місто мало площу 1,54 км², з яких 1,31 км² — суходіл та 0,24 км² — водойми.

## Демографія
Згідно з переписом 2010 року, у селищі мешкали 2474 особи в 1124 домогосподарствах у складі 623 родин. Густота населення становила 1603 особи/км².  Було 1254 помешкання (812/км²).
Расовий склад населення:
| - 89,9 % — білих - 7,8 % — чорних або афроамериканців - 0,2 % — азіатів - 0,1 % — корінних американців |

До двох чи більше рас належало 1,6 %. Частка іспаномовних становила 2,2 % від усіх жителів.
За віковим діапазоном населення розподілялося таким чином: 21,2 % — особи молодші 18 років, 63,2 % — особи у віці 18—64 років, 15,6 % — особи у віці 65 років та старші. Медіана віку мешканця становила 40,1 року. На 100 осіб жіночої статі у селищі припадало 96,0 чоловіків;  на 100 жінок у віці від 18 років та старших — 90,7 чоловіків також старших 18 років.
Середній дохід на одне домашнє господарство  становив 47 693 долари США (медіана — 38 852), а середній дохід на одну сім'ю — 56 969 доларів (медіана — 51 693). Медіана доходів становила 38 500 доларів для чоловіків та 37 679 доларів для жінок. За межею бідності перебувало 19,6 % осіб, у тому числі 24,1 % дітей у віці до 18 років та 17,7 % осіб у віці 65 років та старших.
Цивільне працевлаштоване населення становило 1330 осіб. Основні галузі зайнятості: освіта, охорона здоров'я та соціальна допомога — 23,3 %, мистецтво, розваги та відпочинок — 12,1 %, науковці, спеціалісти, менеджери — 11,4 %, виробництво — 11,1 %.